# Galapagoski škanjac
Galapagoski škanjac (Buteo galapagoensis) je veliki sokol endemičan za otočje Galápagos. Poznat je po tome što se ne boji ljudi, te po tome što je jedini izvorni grabežljivac na otočju. Ova grabljivica živi na otočju već preko 300,000 godina. 

## Izgled
Sličan je sjevernoameričkim vrstama Buteo jamaicensis i Buteo swainsoni. Dužina ovog škanjca je 55 cm od kljuna do repa, a raspon krila mu je 120 cm. Ženke su značajno veće nego mužjaci, kao kod mnogih drugih ptica grabljivica, no to je jedina veća razlika u izgledu. Zreli mužjaci su čađasto-smeđi, s nešto tamnijom krunom. Svijetlo smeđe perje obrubljuje rubove plašta, rep je srebro-siv. Pokljunica i noge su žuti. 
Ptići su crno-smeđi, s crnim prugama koje izviru iz kutova usta. Za razliku od ostalih, kljunovi su kod ptića plavo-sivi na dnu, sa zeleno-sivom pokljunicom. 

## Stanište i prehrana
Galapagoski se škanjac hrani uglavnom kukcima kao što su skakavci i divovskim stonogama, kao i manjim gušterima, zmijama i glodavcima. Nije neobično ni da uhvati mladunče iguane, morske kornjače ili kornjače. 
Love u skupinama od 2 ili 3. Lovište nadlijetaju na visinama od 50 do 200 metara. Kada jedna ptica u grupi uoči plijen ili strvinu, javlja to drugim pticama u skupini. Dominantni sokol u grupi se hrani dok se ne zasiti, dok drugi sokolovi u grupi podčinjeno čekaju njihov red. 
Druge ptice na otoku se boje galapagoškog škanjaca. Iako nije u stanju uloviti zdravu odraslu jedinku, uočeni su slučajevi hvatanja starih i bolesnih ptica. 
Ne boji se čovjeka, a ptići su posebno radoznali, pa se često pojavljuju u blizini ljudskih naseobina u potrazi za ostacima hrane. Darwin je 1845. napisao:

"Puška je ovdje gotovo nepotrebna, jer sam s cijevi puške škanjca gurnuo s grane ..."

### Ponašanje i razmnožavanje
S obzirom na to da na otočju, zbog blizine ekvatora, nema godišnjih doba, nema sezona parenja. Parenje se odvija nekoliko puta dnevno i to u letu ili na visokim položajima iznad zemlje. Počinje tako da mužjak odglumi napad na ženku. Dok mužjaci nastoje biti monogamni, ženke se tijekom jedne sezne mogu pariti s do 7 mužjaka. Kroz cijeli period nešenja jaja, mužjak i ženka se izmjenjuju u zaštiti gnijezda i sjedenju na jajima.
Gnijezda su im nisko na drveću, na rubovima lave, a ponekad čak i na tlu. Gnijezda se grade od trave, komada lave i drugih materijala. Parovi u vrijeme izlijeganja jaja provode većinu vremena zajedno. Gnijezdo se stalno nadograđuje zelenim grančicama. Kako se koriste za više legla, znaju narasti i do 120 cm u promjeru. U leglu se nađe 1 do 3 zeleno-bijelih jaja, no obično se podiže samo jedan ptić. Ptići napuštaju gnijezdo 50 do 60 dana nakon izlijeganja. Mladi škanjci dosežu spolnu zrelost s 3 godine.

### Glas
Zov galapagoškog škanjca je niz kratkih krikova koji se opisuju s kiir, kiiu, ili s kuii. Posebno su bučni u vrijeme parenja, kada se glasaju s kilp, kilp, kilp.

## Status
Iako nije poznat točan broj ovih ptica, vjeruje se da danas ima oko 150 parova. Broj je porastao zadnjih godina, no još uvijek su daleko od brojnosti koju je zatekao Charles Darwin. Problemi s kojm se suočavaju su smanjenje hrane (posljedica dolaska novih grabežljivaca) i utjecaj ljudi na habitat, pa ih više nema na otocima Baltra, Daphne, Floreana, San Cristobal i Seymour.   

### Evolucija
Istraživanje mtDNA haplotipova (Bollmer et al. 2005) galapagoškog škanjca i njegovog najbližeg srodnika buteo swainsoni, pokazuje da su preci galapagoškog škanjca kolonizirali otok pred oko 300,000 godina, što čini ovu vrstu najnovijom prinovom na otočju.

## Vanjske poveznice
- BirdLife Species Factsheet.  Arhivirana inačica izvorne stranice od 15. lipnja 2020. (Wayback Machine)
- ARKive: images and movies of the Galapagos hawk (Buteo galapagoensis)

### Drugi projekti
|  | Zajednički poslužitelj ima stranicu o temi Buteo galapagoensis    |
|  | Zajednički poslužitelj ima još gradiva o temi Buteo galapagoensis |
|  | Wikivrste imaju podatke o taksonu Buteo galapagoensis             |